# Вулиця Купріна (Київ)
Ву́лиця Купріна́ — вулиця у Святошинському районі міста Києва, місцевість Біличі. Пролягає від вулиці Патріарха Володимира Романюка до Шкільної вулиці.

## Історія
Вулиця виникла в першій половині XX століття, мала назву вулиця Маяковського, на честь російського поета Володимира Маяковського. Сучасна назва на честь російського письменника Олександра Купріна — з 1966 року.

## Зображення

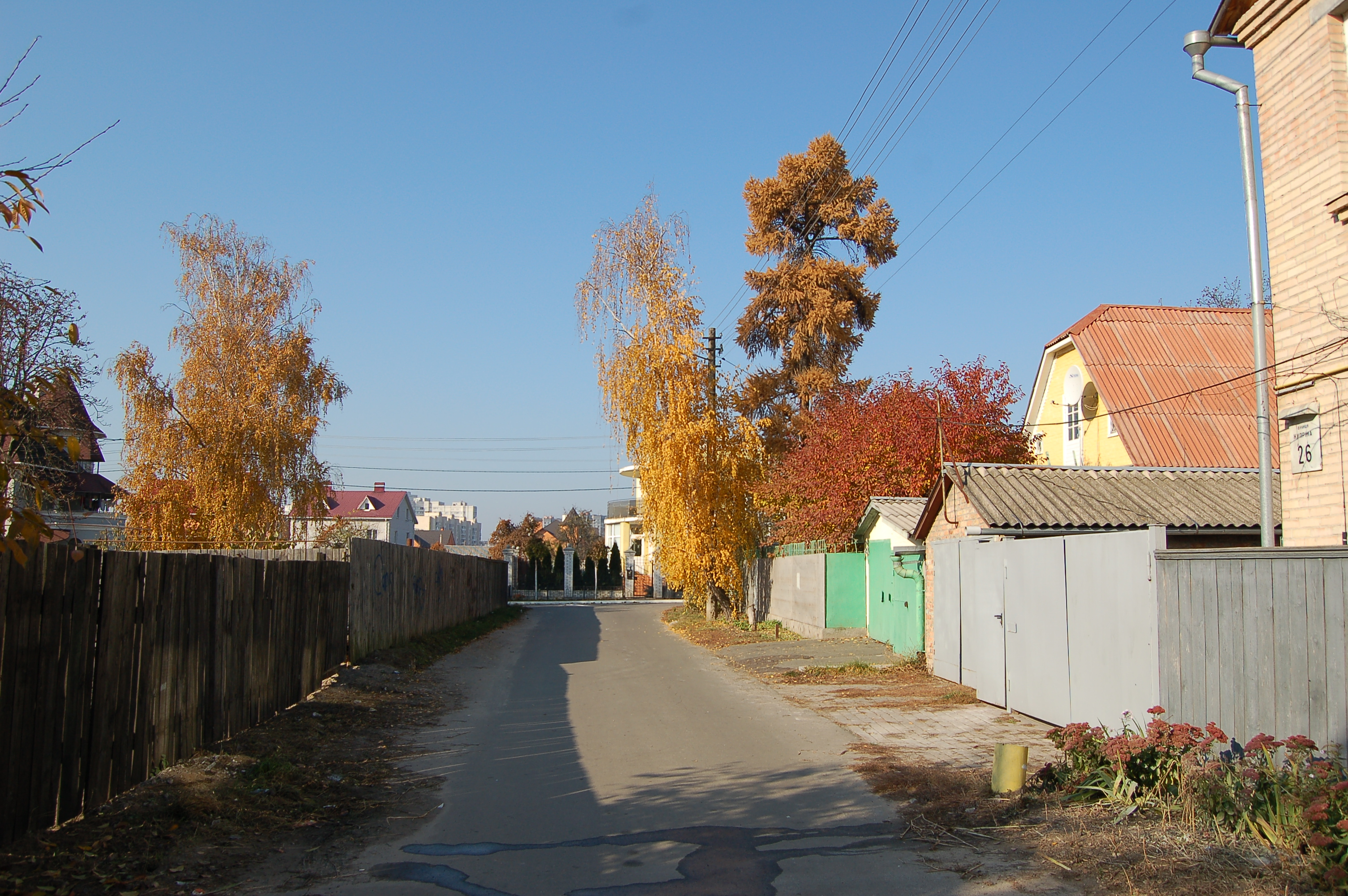
Вулиця Купріна, вигляд у бік Шкільної вулиці